# Sydney Football Stadium (2022)
Dit artikel moet niet worden verward met het oude stadion, Sydney Football Stadium (1988).
Het Sydney Football Stadium, vanwege de sponsor ook bekend als Allianz Stadium, is een multifunctioneel stadion in Moore Park, een van de buitenwijken van Sydney in Australië. In het stadion is plaats voor 42.500 toeschouwers.

## Geschiedenis
In september 2015 maakte de regering van New South Wales voor het eerst bekend dat er plannen waren om een nieuw stadion. Het stadion moest worden gebouwd op de plek waar het oude Sydney Football Stadium stond. In 2018 werd dat oude stadion gesloten en werden meer details bekend over het nieuw te bouwen stadion. Onder andere hoe het stadion eruit zou komen te zien. Het ontwerp van het stadion werd gedaan door hetzelfde bedrijf dat het oude stadion uit 1988 had ontworpen, Cox Architects. Het stadion zou worden gebouwd door Lendlease. De afbraak van het oude stadion begon in maart 2019. Toen dit bedrijf het oude stadion had afgebroken kreeg het onenigheid met de overheid over de kosten van het nieuw te bouwen stadion. Lendlease kon niet voldoen aan de verwachtingen en trok zich terug uit het project. Er werden onderhandelingen gestart met nieuwe bedrijven. John Holland zou de bouw van het stadion op zich nemen.
De bouw van het stadion begon in april 2020. De kosten van de bouw zouden 828 miljoen Australische dollar zijn. De opening van het stadion was op 28 augustus 2022.

## Gebruik
Het stadion wordt voornamelijk gebruikt door rugbyclubs Sydney Roosters en New South Wales Waratahs en voetbalclub Sydney FC. De eerste wedstrijd werd gespeeld op 2 september 2022. Het ging om de wedstrijden tussen Sydney Roosters en South Sydney Rabbitohs, eindigend in 26 tegen 16.
In 2023 worden er in dit stadion wedstrijden gespeeld op het wereldkampioenschap voetbal voor vrouwen.
| Datum           | Thuisteam | Uitslag | Uitteam     | Fase           | Toeschouwers |
| --------------- | --------- | ------- | ----------- | -------------- | ------------ |
| 23 juli 2023    | Frankrijk | 0 – 0   | Jamaica     | Groepsfase     | 39.045       |
| 25 juli 2023    | Colombia  | 2 – 0   | Zuid-Korea  | Groepsfase     | 24.323       |
| 28 juli 2023    | Engeland  | 1 – 0   | Denemarken  | Groepsfase     | 40.439       |
| 30 juli 2023    | Duitsland | 1 – 2   | Colombia    | Groepsfase     | 40.499       |
| 2 augustus 2023 | Jamaica   | 3 – 6   | Frankrijk   | Groepsfase     | 40.498       |
| 6 augustus 2023 | Nederland | 2 – 0   | Zuid-Afrika | Achtste finale | 40.233       |

Stadium Australia · Sydney Football Stadium · Brisbane Stadium · Melbourne Rectangular Stadium · Perth Rectangular Stadium · Hindmarsh Stadium
Waikato Stadium · Eden Park · Wellington Regional Stadium · Forsyth Barr Stadium